# Warrenton (Virginie)
Pour les articles homonymes, voir Warrenton.
La ville de Warrenton est le siège du comté de Fauquier, dans l’État de Virginie, aux États-Unis. Sa population s’élevait à 9 611 habitants lors du recensement de 2010, estimée à 9 875 habitants en 2017.

## Personnalités liées à Warrenton
- Jesse Brown,
- Walter Chrysler,
- Mary Henderson Eastman,
- Benita Fitzgerald-Brown,
- George Lincoln Rockwell

## Source
- (en) Cet article est partiellement ou en totalité issu de l’article de Wikipédia en anglais intitulé « Warrenton, Virginia » (voir la liste des auteurs).